# Eurypterus
Eurypterus és un gènere d'euriptèrides que visqueren en el període Silurià, fa 420 milions d'anys. Se sol descriure com un escorpí marí, ja que tenia una afilada agulla en la seva cua, que probablement usava en combat, però és membre de la superclase Merostomata un grup d'artròpodes que actualment inclou únicament al cranc ferradura i que no està directament emparentada amb els escorpins que pertanyen a una altra classe diferent, els aràcnids.

## Morfologia
Eurypterus era gran, aplanat i cobert amb una closca de quitina. La part davantera (cefalotòrax) no presenta traces de segmentació, mentre que la part posterior (abdomen) està segmentada. El cefalotòrax era més o menys quadrat o semicircular, amb un parell de grans ulls composts situats a tots dos costats en el front. Posseïa un altre parell d'ulls més petits situats en el centre del cefalotòrax. Eurypterus estava dotat de quatre parells d'extremitats, les potes sobresortien del cefalotòrax. Tenia un altre parell d'apèndixs aplanats com a paletes situats darrere que usava nedar. Al final del cos tenien una prolongació a l'abdomen (tèlson) que formava una espina llarga i afilada (d'aquí el nom d'«escorpins de mar»).

## Hàbitat
Probablement Eurypterus vivia en les aigües marines, salobres o d'aigua dolça. Alguns científics creuen que, no obstant això, les formes més petites van poder fer viatges curts al fons. S'alimentava de petits invertebrats i petits peixos primitius.